# 제16회 광화문국제단편영화제
제16회 광화문국제단편영화제는 2018년 11월 1일에 열린 시상식이다.

## 수상 및 후보

### 국제경쟁 대상
- 전기 사자의 여름 - 디에고 세스페데스 수상

### 국제경쟁 심사위원 특별상
- 날 감싸줘 - 다비드 테예르 수상

### 국제경쟁 아시프 락(樂)상
- 제 8의 대륙 - 요르고스 조이스 수상

### 국내경쟁 대상
- 그 언덕을 지나는 시간 - 방성준 수상

### 국내경쟁 심사위원 특별상
- 솧 - 서보형 수상

### 국내경쟁 씨네큐브상
- 점 - 김강민 수상

### 뉴필름메이커부문 KAFA상
- 5월 14일 - 부은주 수상

### 아시프 관객심사단상
- 투 헬 위드 코드 - 레오폴드 레그랑 수상

### 단편의 얼굴상
- 솧 - 주보영 수상

### 주한중국문화원상
- 별도 좋은데 - 서은아 수상

### 아시프 펀드상
- 창진이 마음 - 궁유정 수상

### 국제경쟁부문
- 실패, 삭제 - 파비우 세이슈
- 엑소더스 - 이반 루나
- 홍수 - 말테 슈타인
- 탄력적 계약 - 마티유 살몬
- 심판 - 레이먼드 리바이 구티에레즈
- 위 월 쓰리 - 카롤리네 잉바르손
- 투 헬 위드 코드 - 레오폴드 르그랑
- 올 마이 조이 - 미카엘라 곤잘로
- 2학년 - 지미 올슨
- 쿠아프 - 닐스 헤딩에르
- 무중력 - 마리우스 뮈르멜
- 더 테이프 - 세르칸 파킬리
- 그녀를 보아줘 - 고란 스톨레브스키
- 준비가 됐건 안됐건 - 미할리 슈베히쳬
- #베어위드미 - 울라 헤이키래
- 지에지에 - 펭 이 피오나 로안
- 더 컬쳐 - 에른스트 데 게르
- 노 그래비티 - 샤를렌 파리소 외 5명
- 아리아 - 미르시니 아리스티두
- 마지막 날 - 클라우디야 마트베예바이테
- 4월의 아들들 - 로빈 베레
- 레버 - 김보영
- 다음주 수요일 - 노트베르트 몰버이
- 까마귀 소녀 - 톰 드 빌
- 나 홀로 - 앙투안 로랑
- 전기 사자의 여름 - 디에고 세스페데스
- 해야만 하는 - 제럴드 청
- 칼갈이 - 제임스 케이시
- 팔로워 - 요나단 베어
- 우리 자신들만의 결함 - 요스 판 메이르벨트
- 최후 개체 - 알렉스 샤드
- 거짓 출발 - 기욤 블랑셰
- 새벽이 오기 전에 - 가브리엘 반데르파
- 블랙 라인 - 마크 올렉사 외 1명
- 체첸공화국 - 조던 골드나델
- 모범시민 - 김철휘
- 옥수수밭 - 미카엘 구에라
- 제8의 대륙 - 요르고스 조이스
- 컷 - 에바 시귀레에르도티르
- 더 이상 돈을 걸 수 없습니다 - 소피 린넨바움
- 여름 - 그레고리 오커
- 글리제 - 정누리
- 날 감싸줘 - 다비드 테예르
- 매니큐어 - 아르만 파야즈
- 차량 분류 장치 - 요한 팔므그렌
- 하나 - 하비에르 마르코 리코
- 레베카, 콜 미 - 클라리스 바로
- 홀거 - 파벨 모자르

### 국내경쟁부문
- 찾을 수 없습니다 - 엄하늘
- 시체들의 아침 - 이승주
- 르 모 - 백미영
- 성인식 - 오정민
- 중지 손가락 - 한정재
- 솧 - 서보형
- 손이 많이 가는 미미 - 윤동기
- 환불 - 송예진
- 그 언덕을 지나는 시간 - 방성준
- 점 - 김강민
- 표류 - 연제광
- 아역배우 박웅비 - 김슬기
- 김희선 - 김민주

### 뉴필름메이커
- 5월 14일 - 부은주
- 출세의 변 - 박상혁
- 꽃이 저문 자리 - 윤우정 외 1명
- 스노우볼 - 홍유라
- 편안한 밤 - 이준용

### 특별프로그램
- 콘서트 오브 리퀘스트 - 크쥐시토프 키에슬로프스키
- 정상회담 - 자비에 지아놀리
- 더 휴먼 페이스 - 얼라인 피멘텔
- 다음 층 - 드니 빌뇌브
- 아름다운 사람 - 유키사다 이사오
- 하루 - 박흥식
- 사월의 끝 - 추창민
- 모빌 - 임필성
- 파출부, 아니다 - 방은진
- 얼어붙은 땅 - 김태용
- 히치하이킹 - 최진성
- 너의 결혼식, 나의 결혼식 - 경지숙
- 친구사이? - 김조광수
- 그들은 대화중 - 이민아
- 목격자의 밤 - 박범
- 결혼전야 - 이란희
- 컬러스 인 더 서브웨이 - 김명은
- 바람이 분다 - 홍유정
- 미라의 의지 - 이은정
- 어떤 알고리즘 - 민미홍
- 10월 21일 도쿄 - 오쿠야마 히로시
- 페이 폰 - 마츠모토 유루구
- 도쿄 혜성 - 호라나이 히로키
- 피카레스크 소설 - 쿠라타 켄지
- 혼령 수집가 - 타카 히로야

### 아시프 펀드 프로젝트 피칭 선정작
- 언니 유정 - 정해일
- 마운틴 코코아 - 조유경
- 별도 좋은데 - 서은아
- 피터팬의 꿈 - 엄하늘
- 창진이 마음 - 궁유정
- 노르웨이 맨 - 최은솔